# Nicolas Chambon
Nicolas Chambon de Montaux, conocido también como Joseph Chambon, fue un médico y político francés nacido en Brévannes, en el Valle del Marne, el 21 de septiembre de 1748, y fallecido en París el 2 de noviembre de 1826. Como político, destacó en el cargo de Alcalde de París entre diciembre de 1792 y febrero de 1793.
Médico de profesión, dedicó gran parte de su vida a la medicina, siendo autor de renombradas obras, y ocupando cargos médicos militares. Ésta sería la vía de aproximación a la política, que culminaría en 1789. En este año es nombrado comisario en la proclamación de las Cortes Constitucionales de París. Un año después, en 1790, se convertirá en administrador de las financias de la capital francesa, siendo miembro de la sociedad de los Jacobinos.
El 1 de diciembre de 1792 es elegido Alcalde de París, sucediendo así a Jérôme Pétion de Villeneuve. Sin embargo, no habiendo asimilado por completo esta responsabilidad, es rápidamente desbordado y acusado de moderantismo. Como consecuencia, presenta su dimisión el 4 de febrero de 1793, tras las protestas suscitadas por la censura de la obra de Jean-Louis Laya L'Ami du peuple.
El final de sus días lo pasó en Blois, donde se retiró.

## Obras
- Des maladies de la grossesse, Paris, 1785 (GoogleBooks).
- Des maladies des femmes, Paris, 1784 (présentation en ligne).[1]
- Traité de la fièvre maligne simple et des fièvres compliquées de malignité, Paris, 1787 (descripción en línea, GoogleBooks.
- Traité de l'anthrax ou de la postule maligne, Neuchâtel et Paris, Belin, 1781 (présentation sur Europeana ; GoogleBooks).
- Des maladies des filles : secuela de Maladies des femmes, Paris, 1785.
- Moyens de rendre les hôpitaux plus utiles a la nation, Paris, 1787 (Description sur Europeana).